# Philautus gunungensis
Philautus gunungensis là một loài ếch trong họ Rhacophoridae. Chúng là loài đặc hữu của Malaysia.
Môi trường sống tự nhiên của chúng là các khu rừng vùng núi ẩm nhiệt đới hoặc cận nhiệt đới.